# Playboys
För titelspåret från detta album med samma namn, se Playboys (sång) och för andra betydelser, se Playboys (olika betydelser).
Playboys är det andra studioalbumet av den finländska rockgruppen The Rasmus (då kända som bara "Rasmus"), utgivet den 29 augusti 1997 på Warner Music Finland. Albumet gavs ut redan ett år efter debutalbumet Peep och lyckades den här gången sälja i ännu fler exemplar. Det hamnade femma på Finlands albumlista i tio veckor, vilket var 11 placeringar högre än vad Peep hade gjort. Precis som Peep sålde detta album också guld i Finland, vilket där motsvarar 15 000  sålda skivor. Bandet vann därmed deras första Emma (finska motsvarigheten för en Grammy). Trots den snabba succén som kom med albumet, blev den dock fortfarande inte populär utanför Finlands gränser.
Albumet slog igenom i Finland med dess första singel "Blue" under sommaren 1997. Senare samma år gav man även ut "Kola" och "Playboys" som singlar (den sistnämnda endast i marknadsföringssyfte). Precis i början av 1998 kom albumets sista singel ut, "Ice" med två livespår och b-sidan "Ufolaulu". Den enda musikvideon gjordes till låten "Playboys", vilket också var en av bandets första videor.

## Inspelning
Playboys spelades in tidigt under 1997 vid Millbrook Studio och H.I.P. Studio i Helsingfors, samma studior som deras föregående album spelades in på. Även detta album var till stor del självproducerat, men med hjälp av deras tillfälliga producent Ilkka Herkman, som i själva verket endast var en ljudtekniker.

## Musik och texter
Precis som på Peep har The Rasmus experimenterat mycket mellan låtarna och det är inte helt lätt att placera albumet som helhet i endast en musikgenre. Den drygt 18-årige sångaren Lauri Ylönens röst är "sprallig" och rappande när musiken är funkig/punkig och nästan lite poppig på de melodiska låtarna "Blue" och akustiska "Jailer". Generellt sett ligger albumet i någon form av alternativ rock-anda, fast det finns spår av både bas-fylld funkrock och postpunk. Vad som kan göra det ännu svårare att kategorisera albumet är att de även den här gången tog hjälp av medverkande musiker som spelade saxofon, trumpet, klarinett, keyboard m.m. De provade till och med på reggae-stil i låten "Raggatip".
Förutom Playboy-temat har albumet en röstguide som på första spåret talar om när man ska vända sida i häftet som följer med skivan (en parodi på en musiksaga). Inledningen lyder: "You are listening to the second Rasmus album, Playboys. When you hear the following sound: [ett plingande ljud spelas upp] please turn the page in the booklet you received with the CD. Here we go...". Därefter går det över till första låten på albumet, "Playboys". I slutet av sista låten, "Panda", hör man ett knastrande ljud som ska påminna om dålig sändning. Detta syftar på att röstguiden därmed är slut.

## Albumtitel och skivomslag
Enligt bandet själva syftar inte titeln Playboys på engelskans 'playing boys' (leka pojkar), utan är en ironisk benämning på att vara en rik Playboy-stjärna.
Skivomslaget är fotograferat av Rascar och visar de fyra medlemmarna stående på ett hustak med svartklädde Lauri Ylönen i mest fokus. Färgen i bakgrunden (himlen) ser grönaktig ut på det tryckta omslaget, men kan visas som turkos eller ibland till och med blå på vissa bilder på Internet.

## Låtlista
Alla låtar är skrivna och komponerade av Lauri Ylönen, Eero Heinonen, Pauli Rantasalmi och Janne Heiskanen. 
| Nr  | Titel          | Längd |
| --- | -------------- | ----- |
| 1.  | Playboys       | 2:57  |
| 2.  | Blue           | 4:22  |
| 3.  | Ice            | 2:45  |
| 4.  | Sophia         | 2:42  |
| 5.  | Wicked Moments | 2:56  |
| 6.  | Wellwell       | 3:19  |
| 7.  | Sold           | 3:54  |
| 8.  | Carousel       | 1:44  |
| 9.  | Jailer         | 2:51  |
| 10. | Kola           | 3:41  |
| 11. | Raggatip       | 3:22  |
| 12. | Violence       | 2:20  |
| 13. | Panda          | 2:50  |

## Övrigt
- "Sophia" är tillägnad en hund som sångaren Lauri Ylönen tyckte särskilt mycket om. Det finns en bild på hunden i häftet som följer med albumet.
- Enligt CD-häftet spelades den akustiska låten "Jailer" in live i gitarristen Pauli Rantasalmis hus.

## Medverkande
The Rasmus
- Lauri Ylönen – sång
- Eero Heinonen – bas, bakgrundssång
- Pauli Rantasalmi – gitarr, bakgrundssång
- Janne Heiskanen – trummor

Produktion
- The Rasmus & Ilkka Herkman – produktion
- Ilkka Herkman & Juha Heininen – inspelning (Millbrook & H.I.P. Studios)
- Ilkka Herkman – mixning (Millbrook Studio)
- Pauli Saastamoinen – mastering (Finnvox Studios)
- Braalot – layout
- Rascar – fotografier

Övriga musiker
- Timo Lavanko – saxofon, klarinett på "Panda"
- Ilkka Herkman – snurrplatta, saxofon, panda 49, bakgrundssång
- Tuukka Helminen – cello på "Blue"
- Tuomo Prättälä – wurlitzer-piano på "Sold"
- Mara Salminen – moog keyboard på "Wicked Moments", "Wellwell", "Panda"
- Hannu Pikkarainen – panda 49 på "Blue"
- Axel F. – trumpet
- Aleksi Ahonemi – saxofon
- Matti Lappalainen – trombon
- Abdissa Assefa – slagverk
- Hanna Viitanen – stålpanna på "Carousel"
- Essi Grönberg – bakgrundssång på "Wicked Moments" och "Raggatip"
- Katja Aakkula – bakgrundssång på "Raggatip"